# IV конференція КП(б)У
IV конференція КП(б)У — конференція Комуністичної партії (більшовиків) України, що відбулася 17–23 березня 1920 року в Харкові.
На конференції було 242 делегати з ухвальним і 38 — з дорадчим голосом, які представляли понад 30 тис.комуністів.

## Порядок денний конференції
1. Політична й організаційна доповідь ЦК КП(б)У (доповідач Раковський Християн Георгійович, співдоповідач Косіор Станіслав Вікентійович).
2. Про взаємовідносини УСРР і РСФСР (доповідач Петровський Григорій Іванович).
3. Про ставлення до інших політичних партій (доповідач Яковлєв Яків Аркадійович).
4. Про економічну політику (доповідачі Сапронов Тимофій Володимирович, Чубар Влас Якович, Гандзей Степан Варфоломійович).
5. Про роботу на селі (доповідач Раковський Христіан Георгійович, співдоповідач Сапронов Тимофій Володимирович).
6. Про продовольче питання (доповідач Владимиров Мирон Костянтинович).
7. Вибори керівних органів КП(б)У і делегатів на IX з'їзд РКП(б).

## Керівні органи партії
Обрано Центральний Комітет у складі 17 членів та 9 кандидатів у члени ЦК.

## Члени ЦК КП(б)У
- Блакитний (Еллан) Василь Михайлович
- Ворошилов Климент Єфремович
- Гамарник Ян Борисович
- Гандзей Степан Варфоломійович
- Дробніс Яків Наумович
- Затонський Володимир Петрович
- Іванов Олексій Миколайович
- Квірінг Емануїл Йонович
- Косіор Володимир Вікентійович
- Мінін Сергій Костянтинович
- Петровський Григорій Іванович
- П'ятаков Юрій Леонідович
- Сапронов Тимофій Володимирович
- Фарбман Рафаїл Борисович
- Харечко Тарас Іванович
- Чубар Влас Якович
- Шумський Олександр Якович

## Кандидати в члени ЦК КП(б)У
- Аверін Василь Кузьмич
- Антонов
- Безчетвертний Микола Ілліч
- Бик Йосип Мойсейович
- Діманштейн Семен Маркович
- Коцюбинський Юрій Михайлович
- Падерін Олександр Миколайович
- Рафес Мойсей Григорович
- Сербиченко Олександр Калістратович

## Зміни складу ЦК у період між конференціями
24 березня 1920 Політбюро ЦК РКП(б) ухвалило постанову про розпуск обраного на конференції ЦК КП(б)У як неправомочного. 5 квітня 1920 ЦК РКП(б) підтвердив це рішення Політбюро та затвердив Тимчасовий ЦК КП(б)У в складі 13 осіб.

## Члени Тимчасового ЦК КП(б)У
- Артем (Сергєєв Федір Андрійович)
- Блакитний (Еллан) Василь Михайлович
- Залуцький Петро Антонович
- Затонський Володимир Петрович
- Кон Фелікс Якович
- Косіор Станіслав Вікентійович
- Мануїльський Дмитро Захарович
- Мінін Сергій Костянтинович
- Петровський Григорій Іванович
- Раковський Христіан Георгійович
- Чубар Влас Якович
- Шумський Олександр Якович
- Яковлєв Яків Аркадійович